# Möwenschoppen
Der Möwenschoppen ist eine ungefähr 5900 Quadratmeter große unbewohnte Schilfinsel im österreichischen Teil des Neusiedler Sees, die zwischen Mörbisch am See im Süden und den Fünf Schoppen im Norden liegt.
Wie bei den Fünf Schoppen handelt es sich beim Möwenschoppen eigentlich um zwei Inseln, doch der die beiden Inseln trennende Kanal ist fast zugewachsen und verbindet somit die Inseln zu einer einzigen.
Kleine Buchten stehen zum Ankern zur Verfügung, bieten jedoch bei einer Windstärke ab vier Bft kaum Schutz vor Wellen. Teilweise ist der Seegrund sehr hart und weist eine dünne Schlammauflage auf. Mitunter halten Anker bei den Möwenschoppen sehr schlecht.